# Rolf Wollner
Rolf Wollner   (Leipzig, 28 d'abril de 1906 - Leipzig, 6 de juliol de 1988) va ser un jugador d'hoquei sobre herba alemany que va competir durant la dècada de 1920 i 1930.
El 1928 va prendre part en els Jocs Olímpics d'Amsterdam, on va guanyar la medalla de bronze com a membre de l'equip alemany en la competició d'hoquei sobre herba. Fou 12 vegades internacional entre 1927 i 1931.